# Sanya Richards-Ross
Sanya Richards-Ross (Kingston, 26 de febrero de 1985) es una atleta retirada estadounidense de origen jamaiquino, especialista en los 400 metros lisos, donde ha logrado ser 
campeona mundial en 2009 y campeona olímpica en 2012.

## Biografía
Empezó a hacer atletismo a los siete años en su Jamaica natal. Su familia estaba vinculada al deporte, ya que su padre era miembro de la selección jamaicana de fútbol, y su madre regentaba un gimnasio. Cuando tenía doce años se trasladó con su familia a vivir a Florida, en Estados Unidos, y en 2002 obtuvo la ciudadanía de este país. Comenzó a destacar a una edad muy temprana, cuando aún era estudiante de "high school". En 2002 se proclamó campeona de Estados Unidos en categoría "junior" en los 400 metros y subcampeona del mundo junior en esta misma prueba. Ese año fue elegida además la mejor atleta de EE. UU. en categoría juvenil.
En 2003 con solo 18 años se proclamó Campeona de Estados Unidos ya en categoría absoluta, y además obtuvo el título universitario de la NCAA en su primer año de Universidad. Participó en los Campeonatos del Mundo de París 2003, donde fue eliminada en las semifinales de los 400 metros, pero obtuvo la medalla de oro con el equipo estadounidense de relevos 4x400 metros, en un equipo formado por Me'Lisa Barber, Demetria Washington, Jearl Miles-Clark y la propia Richards.
En 2004 participó en los Juegos Olímpicos de Atenas, donde fue 6ª en la final de los 400 metros y consiguió el oro en los relevos 4x400 metros en un equipo que formaban por este orden DeeDee Trotter, Monique Henderson, Sanya Richards y Monique Hennagan. 2005 ha sido hasta el momento su mejor año. Se proclamó subcampeona de los 400 metros en los Mundiales de Helsinki, solo superada por la bahameña Tonique Williams-Darling. Además el 19 de agosto hizo en Zúrich, una marca de 48,92, la mejor del mundo ese año, y convirtiéndose en la mujer más joven en bajar la barrera de los 49 segundos en esta prueba.
En 2006 realizó una gran temporada, obteniendo victorias en las reuniones internacionales más importantes, y cerró el año con una extraordinaria actuación en la Copa del Mundo de Atenas, donde ganó en los 200 y los 400 metros, realizando en esta última prueba una marca de 48,70 (récord de Estados Unidos). Por todo ello fue galardonada como mejor atleta femenina del año por la IAAF. Participó en las olimpiadas de Londres 2012 obteniendo medalla de oro en los 400 metros planos y en el relevo 4x400. En la competencia de 200 metros planos no logró medalla, prueba que fue ganada por la norteamericana Allyson Felix.
Además de su carrera atlética, estudia informática en la Universidad de Austin, ciudad en la que reside habitualmente. También es aficionada a la música y el baile.
Mientras asistía a la Universidad de Texas, Richards-Ross comenzó a salir con el cornerback Aaron Ross, quien más tarde jugaría en los New York Giants en la NFL. Se comprometieron en 2007 y se casaron en 2010. Su boda se retransmitió een un episodio del programa Platinum Weddings. La pareja le dio su primer hijo, Aaron Jermaine Ross II, en 2017, y anunciaron en julio de 2023 que iban a tener su segundo hijo. Este nació en diciembre de ese año.

## Palmarés
- Mundiales de París 2003 - 1.ª en 4x400 m
- Juegos Olímpicos de Atenas 2004 - 6ª en 400 m, 1.ª en 4x400 m
- Mundiales de Helsinki 2005 - 2.ª en 400 m

## Mejores marcas
- 200 metros - 22,17 (Stuttgart, 2006)
- 400 metros - 48,70 (Atenas, 2006)